# Basile de Glemona
Basile de Glemona (Basile Brollo, * 1648 in Gemona; † 1704) war ein Missionar des Minoritenordens in China. Schwerpunkt seiner Missionstätigkeit war die Region Shaanxi.
Der gemäßigte Kleriker, beauftragt mit einer apostolischen Mission im Chinesischen Reich, erwarb sich große Fähigkeiten auf dem Gebiet der chinesischen Sprache und Schrift. Er erstellte im Interesse seiner Mitbrüder, die in China den christlichen Glauben verbreiteten, ein lateinisch-chinesisches Wörterbuch mit dem Titel: „Han-Yise Si-Yi - Westliche (Europäische) Erklärung der chinesischen Schriftzeichen“. Dieses Wörterbuch verbreitete sich aufgrund des praktischen und handwerklich guten Aufbaus daraufhin in Asien durch Abschriften.
Schließlich erschien es unter dem Namen Louis-Joseph de Guignes’ im Jahre 1813 in Paris. De Guignes nahm den ursprünglichen Autor nicht mit in den Titel auf, obwohl sein Beitrag sich auf eine Umstellung der Ordnung und häufige Übertragungsfehler beschränkte; anstelle der ursprünglichen Anordnung nach Tönen setzte er die Reihenfolge nach den 214 Radikalen.
Schon Klaproth und Abel-Rémusat erhoben ihre Stimmen für das Ansehen Pater Basile’ de Glemona. Bis heute ist sein Wörterbuch ein wichtiges Forschungsinstrument. In China wurde bereits eine vierte Auflage in einem handlicheren Format herausgebracht, bei der jedoch noch immer der Namen ihres wahren Autors fehlt.